# Pavetta humilis
Pavetta humilis är en måreväxtart som beskrevs av Joseph Dalton Hooker. Pavetta humilis ingår i släktet Pavetta och familjen måreväxter. Inga underarter finns listade i Catalogue of Life.